# Pavia di Udine
Pavia di Udine (Pavie in friulano) è un comune italiano di 5 454 abitanti del Friuli-Venezia Giulia. Si tratta di un comune sparso in quanto la sede comunale non si trova nel centro omonimo ma nella frazione di Lauzacco.

## Geografia fisica
Il comune per la sua posizione, confinante con Udine e nelle immediate vicinanze della Zona Industriale Udinese, ha avuto un continuo sviluppo industriale e urbano, ma la crisi economica mondiale prima (con la chiusura di molte fabbriche per la lavorazione del legno) e la pandemia da COVID-19 poi hanno pesantemente ridotto i risultati ottenuti.

## Storia
Di origine romane, vide passare tutti i vari popoli che attraversarono queste regioni; la prima attestazione del capoluogo e della frazione di Percoto (Percût) risale al 1135, quando i due paesi erano sotto la giurisdizione della pieve di Buttrio ed insieme ad essa furono donate dal patriarca Pellegrino di Ortenburg all'abbazia di Rosazzo. Mentre il restante territorio rimaneva sotto il controllo del patriarcato di Aquileia, nel 1166 il villaggio di Persereano (Pasariàn) venne assegnato dal patriarca Vodalrico ad Enrico di Manzano.

### Simboli

Il gonfalone comunale

Lo stemma e il gonfalone sono stati concessi con decreto del presidente della Repubblica del 20 giugno 1956.
Il gonfalone è un drappo partito di bianco e di azzurro.

## Monumenti e luoghi d'interesse
- Chiesa parrocchiale di San Ulderico a Pavia di Udine
- Chiesa di San Giovanni dei battuti a Pavia di Udine
- Santuario della Madonna di Muris a Muris
- Villa Mantica-Frangipane (XVI secolo) a Pavia di Udine
- Villa Lovaria (XVII secolo) a Pavia di Udine
- Villa Porcia (XVI secolo) a Pavia di Udine
- Villa Caiselli-Carlutti (Villa delle meridiane) (XVII secolo) a Cortello
- Villa Beretta (XVIII secolo) a Lauzacco
- Casa medievale Colombare (XV secolo) a Percoto
- Villa Frattina-Caiselli (XVII secolo) a Percoto
- Villa Keckler a Percoto
- Villa Pozzo a Percoto
- Villa Florio-Maseri (XVII secolo) a Persereano
- Chiesa della Santissima Trinità a Risano
- Villa Agricola-Pighin (XVII secolo) a Risano
- Villa Della Porta a Ronchi

## Società

### Evoluzione demografica
Abitanti censiti

### Lingue e dialetti
A Pavia di Udine, accanto alla lingua italiana, la popolazione utilizza la lingua friulana. Ai sensi della deliberazione n. 2680 del 3 agosto 2001 della Giunta della Regione autonoma Friuli-Venezia Giulia, il Comune è inserito nell'ambito territoriale di tutela della lingua friulana ai fini della applicazione della legge 482/99, della legge regionale 15/96 e della legge regionale 29/2007.
La lingua friulana che si parla a Pavia di Udine rientra fra le varianti appartenenti al friulano centro-orientale.

## Geografia antropica
Il territorio del comune di Pavia di Udine, posto immediatamente a sud del comune di Udine, con la sua dozzina di centri tra frazioni e località, occupa un posto rilevante all'interno del panorama storico-artistico del Friuli.
Oltre al grande numero di testimonianze archeologiche emerse in questi ultimi anni che vanno dalla preistoria (mesolitico-neolitico), al periodo romano e medievale, di chiese parrocchiali, cappelle votive, oratori gentilizi e ancone devozionali che ne costellano gli abitati e il contado, esso si segnala tra i più ricchi anche per quanto riguarda l'architettura civile, potendo contare nei diversi borghi oltre a numerose sopravvivenze interessanti di edilizia spontanea, addirittura ad oltre una quindicina di dimore nobiliari fra le più belle e scenografiche della regione.

### Frazioni
- Pavia di Udine (Pavie) Altitudine: 67 metri s.l.m. Popolazione: 911 abitanti
- Selvuzzis (Silvucis) Altitudine: 61 metri s.l.m. Popolazione: 33 abitanti
- Moretto (Moret) Altitudine: 75 metri s.l.m. Popolazione: 47 abitanti
- Percoto (Percût) Altitudine: 56 metri s.l.m. Popolazione: 1 435 abitanti
- Popereacco (Paparià) Altitudine: 53 metri s.l.m. Popolazione: 39 abitanti
- Ronchi (I Roncs) Altitudine: 52 metri s.l.m. Popolazione: 14 abitanti
- Persereano (Passariàn) Altitudine: 55 metri s.l.m. Popolazione: 102 abitanti
- Lauzacco (sede municipale) (Lauçàc) Altitudine: 59 metri s.l.m. Popolazione: 998 abitanti
- Risano (Risan) Altitudine: 57 metri s.l.m. Popolazione: 703 abitanti
- Chiasottis (Cjasotis) Altitudine: 49 metri s.l.m. Popolazione: 95 abitanti
- Cortello (Curtiel) Altitudine: 67 metri s.l.m. Popolazione: 33 abitanti
- Lumignacco (Lumignà) Altitudine: 72 metri s.l.m. Popolazione: 850 abitanti

#### Pavia di Udine

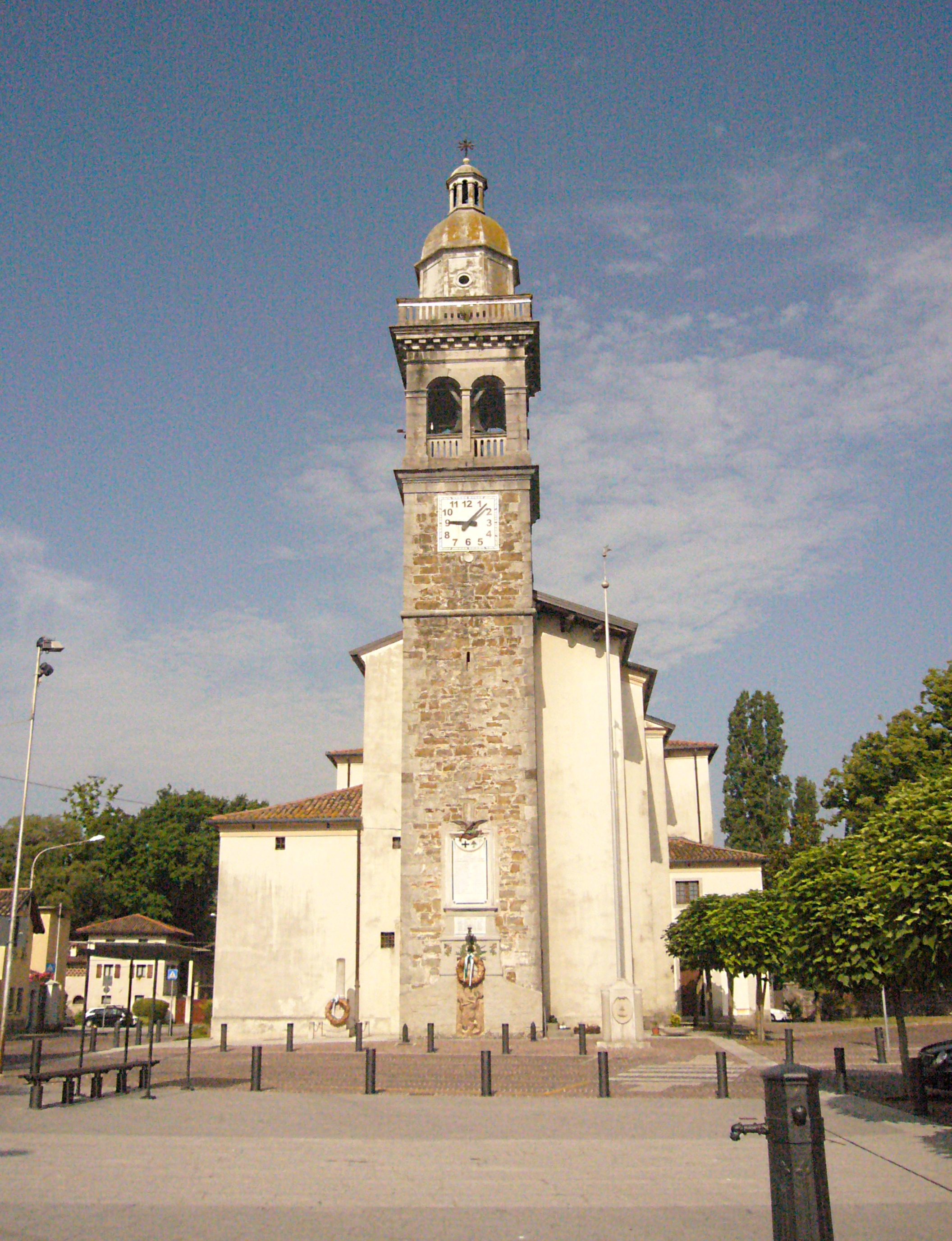
Campanile della chiesa di Sant'Ulderico a Pavia di Udine

Provenendo da Udine, sfiorata la piccola località di Moretto, si giunge al centro che dà il nome al comune. Una “località connessa“ è Papilia, toponimo derivante da un gentilizio romano, probabilmente Papilia, corrispondente del maschile Papilius. La citazione più antica finora nota risale al 1275 (Pavia).
Le testimonianze archeologiche ci riportano alla preistoria, gli scavi effettuati ci confermano la presenza di popolazioni neolitiche di primi agricoltori, anche se possiamo ipotizzare che questo luogo venisse frequentato da gruppi di cacciatori raccoglitori del mesolitico recente.
A Pavia troviamo due chiese, la settecentesca parrocchiale di Sant'Ulderico e la quattrocentesca chiesetta di San Giovanni dei Battuti, oltre a tre dimore nobiliari: le centralissime Villa Lovaria nel cui giardino vi era un plurisecolare platano, palazzo Mantica-Frangipane ed il complesso Beretta di Porcia e Brugnera.

#### Selvuzzis
Proseguendo verso sud si raggiunge la località di Selvuzzis (boschetti). È un vezzeggiativo del friulano selve (selva). Antica zona silvestre poi sede di un centro padronale, si sviluppò nel tempo in un piccolo borgo. La citazione più antica finora nota risale al 1587 (Selvucis).
Notevole la presenza dell'ottocentesca Villa Deciani con l'esteso muro di cinta.

#### Percoto
Percoto, in Friulano Percût, deriva dallo slavo prehod (passaggio, guado).

Tra i punti di interesse vanno ricordati la casa quattrocentesca nota come Colombera, la chiesa di San Martino vescovo, la villa Della Frattina-Caiselli e la caratteristica casa Pozzo. Non va dimenticata poi villa Kechler, presso la quale soggiornarono diverse personalità di spicco, tra cui lo scrittore statunitense Ernest Hemingway.

A Percoto ha sede la distilleria Nonino, famosa per la produzione di grappe di alta qualità.

#### Popereacco
Muovendoci verso ovest incontriamo Popereacco, (podere) di Poperio: prediale latino-celtico dal nome personale maschile latino Pauperius. 
La citazione più antica finora nota risale al 1293 (Pauperiacho).
Il piccolo borgo situato a sud di Udine in un territorio intensamente coltivato nelle immediate vicinanze di Ronchi, conserva quasi integre le caratteristiche rurali di origine medievale, Popereacco verrà citato per la prima volta nel 1293, sotto il dominio patriarcale, in seguito dal 1420 al 1797 fu, come Ronchi, alle dipendenze dei veneziani.
Popereacco presenta all'interno del borgo alcune costruzioni rurali, la chiesetta di San Girolamo di origini trecentesche ma rimaneggiata nei secoli XVI e XX, ed un edificio padronale di origini seicentesche con le aperture delle facciate riquadrate in pietra, sul fronte sud si rileva una meridiana ed un affresco votivo, di fronte all'edificio in direzione sud si sviluppa un asse rettilineo, tipico delle dimore padronali, delimitato da pini marittimi.

#### Ronchi
Procedendo sulla strada principale entriamo a Ronchi, toponimo comunissimo in Friuli, Ronchi, aree disboscate con roncole: termine agrario indicante una zona boschiva presso Popereacco runcata per essere coltivata e abitata. 
La citazione più antica finora nota risale al 1621 (Ronchi).
Qui troviamo la villa seicentesca Della Porta - Stainero - Kechler - Dorigo e la deliziosa cappella annessa di Sant'Ulderico di origine trecentesca.
Il piccolo borgo situato a sud di Udine in un territorio intensamente coltivato nelle immediate vicinanze di Popereacco, conserva quasi integre le caratteristiche rurali. 
Di origine medievale, Ronchi verrà citato per la prima volta nel 1293, sotto il dominio patriarcale, in seguito dal 1420 al 1797 fu, come Popereacco, alle dipendenze dei veneziani.
Ronchi è caratterizzata dalla presenza di villa Kechler-Della Porta, costruzione seicentesca un imponente corpo padronale delimitato nella parte sud da una muraglia con i due ampi portali arcuati d'accesso al giardino, esternamente si rileva la chiesetta di San Ulderico. 
L'edificio nobiliare presenta un corpo centrale con scale convergenti sul poggiolo balaustrato del piano nobile con a lato due leoni, ove si rileva il maggiore di tre portali arcuati della fronte centrale, a lato si sviluppano due corpi più bassi, di cui quello a sinistra con scala esterna due rampe. 
Tre ordini di aperture riquadrate in pietra e disposte simmetricamente scandiscono la facciata principale e il fonte nord, il corpo centrale e la torretta ovest si elevano per un ulteriore piano.

La cappella gentilizia di San Ulderico, coeva alla villa, presenta un'aula rettangolare con portico antistante sorretto da due colonne circolari, completa la facciata la bifora della cella campanaria. Esternamente al borgo lungo la strada che conduce a Popereacco si rilevano alcune costruzioni rustiche tra cui una con ballatoio ligneo.

#### Persereano
Ecco il vicino borgo di Persereano, (podere) di Passerio o originario di Preserje: prediale dal nome latino Passerius o etnico derivato da una località slava. 
La citazione più antica finora nota risale al 1031 (Perseriano).
Qui spicca la Villa Florio settecentesca ricca di una pregevole biblioteca, di un archivio storico e dell'oratorio privato, si segnala anche casa Marcotti situata accanto alla parrocchiale di Sant'Andrea apostolo.

#### Lauzacco
Poco più a nord incontriamo Lauzacco, (podere) di Lauzio: toponimo prediale latino-celtico derivato dal nome personale maschile latino Lautius. 
La citazione più antica finora nota risale al 1226 (Lauzach). Attuale sede comunale con la sua chiesa dedicata a Sant'Agata e la vicina settecentesca Villa Beretta con lì annessa cappella gentilizia oggi intitolata a San Nicolò e il retrostante parco cintato da mura merlate.

#### Risano
Superata da Lauzacco la località extra comunale di Crosada ecco Risano, (podere) di Resio: prediale romano dal nome personale maschile R(a) esius. 
La citazione più antica finora nota risale al 1248 (Risano).
Risano, con la sua antica colonna di Santa Sabida, oggi ridedicata alla vergine Maria e a breve distanza la parrocchiale di San Canziano martire.
Poco distante la chiesetta della Santissima Trinità e la Villa Agricola-Pighin con annessa cappella intitolata a San Vitale e la grande Villa dei nobili Cicogna.
Il paese di Risano, situato a sud di Udine, si è sviluppato in modo lineare lungo la strada che conduce da Lavariano a Lauzacco. 
Il borgo, di origine medievale, viene citato per la prima volta nel 1248 (Michael Decanus de risano). Il decano era colui che presiedeva le riunioni della vicinìa (capifamiglia). In tal periodo Risano rimase sotto il dominio Patriarcale fino al 1420, in seguito fino al 1797 il paese passò alla Repubblica di Venezia.
Il nucleo più antico del borgo si trova nei pressi della chiesa parrocchiale, anche se gli edifici sono stati rimaneggiati nei secoli XVIII-XIX, solo nei pressi del pozzo in pietra si rileva una costruzione di origine cinquecentesca.
Altre costruzioni rurali, disposte sul fronte stradale con corti interne, si rilevano lungo la via che conduce alla stupenda chiesetta cinquecentesca della Santissima Trinità, passando davanti all'ala ovest della villa Agricola-Pighin, con attigua cappella gentilizia.
Dalla parte opposta alla costruzione nobiliare si trova un complesso agricolo con porticato; i pilastri in mattoni delimitano una corte ad U. Di fronte alla chiesa è presente una costruzione di pregio, con aperture riquadrate in pietra e portale architravato; dapprima residenza della Famiglia Orter, poi dell'Istituto Renati e, da qualche anno, un nuovo proprietario che l'ha trasformata in un curato e frequentato albergo denominato Villa Orter. 
A ridosso della villa Agricola-Pighin si rilevano delle costruzioni padronali, su fronte strada, con impianto ad U; le facciate sono caratterizzate da aperture allineate e disposte simmetricamente con riquadri in pietra. Internamente sono presenti affreschi, sul fronte si rileva la colonna di Santa Sabida.
Altre costruzioni di pregio, come casa Dorigo, sono presenti nella piazza del paese, tutte caratterizzate da portali architravati in pietra, alcuni con stemmi. Più a ovest si trova villa Rizzani, delimitata da una corte d'onore. Edifici rurali di valore ambientale sono presenti lungo tutta la roggia di Palma, con il mulino Burello con salto d'acqua. Sulla testata dell'edificio è presente un affresco, sul retro si erge la torre di un mulino più recente, a nord e a sud sono presenti altri due mulini Burello.
La chiesa di San Canziano, di origini cinquecentesche, è caratterizzata dal campanile addossato alla facciata poggiante su colonne.
Nella prima guerra mondiale a Risano dal 27 febbraio 1917 arriva la 38ª Squadriglia che resta fino al 27 ottobre.

#### Chiasottis
Chiasottis (casotte, capanni) deriva dal plurale di una forma diminutiva non molto comune del sostantivo friulano cjase (casa). La citazione più antica finora nota risale al 1290 (Casotis).

Nella piazzetta troviamo la chiesa dedicata a San Marino con affreschi di G. Quaglio, poco distante la cinquecentesca Villa Strassoldo con l'oratorio gentilizio affrescato, interessanti i mulini sull'antica roggia detta Turisella.
Il moderno paesino di Chiasottis è caratterizzato da una suddivisione fondiaria piuttosto regolare di origine romana.
Alcuni studi menzionano un atto risalente al 1166, mediante il quale Ludovicius de Labariano avrebbe ottenuto conferma da patriarca del possesso di Chiasotis, ma nel corso di recenti ricerche effettuate non è stato possibile rintracciare l'originale, sicché per il momento è giocoforza considerare come primo documento che menzioni la Villa de Casotis quello ben più noto datato 1290.
Alla fine del 1915 arriva la 2ª Squadriglia per l'artiglieria che il 15 aprile 1916 diventa 42ª Squadriglia che vi resta fino al 12 giugno e torna dal 23 luglio fino a settembre 1916 ed alla fine di marzo 1916 la 1ª Squadriglia per l'artiglieria che il 15 aprile 1916 diventa 41ª Squadriglia restando fino all'8 agosto.
Il 30 aprile 1916 arriva anche il V Gruppo che rimane fino alla Battaglia di Caporetto.

#### Cortello
Verso nord incontriamo il borgo di Cortello (piccola corte). È un diminutivo del sostantivo friulano cort (corte, cortile), senza però escludere una origine medievale (la curtis). La citazione più antica finora nota risale al 1275 (Curtello).

La villa seicentesca Caiselli-Carlutti affrescata da Antonio Carneo ricca di stucchi e decorazioni con annessa chiesa di San Leonardo, notevole muro perimetrale in ciottoli di fiume.
Il piccolo borgo di Cortello, situato nella pianura a sud di Udine, conserva intatte le caratteristiche di un complesso padronale agricolo del periodo veneto.
Citato come detto per la prima volta nel 1275, anche se alcuni rinvenimenti romani, come le urne cinerarie trovate presso la villa Caiselli-Carlutti all'inizio del secolo XX e le macerie di insediamenti romani trovati nei pressi della villa più a nord, testimoniano l'origine più antica della località. Cortello, durante il periodo patriarcale nel 1296, dipendeva dalla pieve di Lavariano, dal 1420 seguì le sorti dei veneziani fino al 1797.
L'edificio più importante del borgo è villa Caiselli-Carlutti, costruzione seicentesca costituita dal corpo centrale tripartito e da due ali laterali arretrate, l'ala destra è collegata ad una costruzione a torre timpanata che delimita il corpo padronale dai rustici, questi ultimi disposti ortogonalmente rispetto al complesso padronale. La facciata principale presenta tre ordini di aperture simmetriche con al centro un portale arcuato bugnato sormontato da una porta finestra con balaustra in pietra e apertura ellittica in prossimità dei granai.
All'interno i saloni presentano anche decori e affreschi di Giovanni Battista Canal, un'ampia scala in pietra con balaustra in ferro battuto si colloca a lato del salone centrale.
Il giardino antistante la villa comunica attraverso un portale con cancello in ferro battuto con vasto terreno cintato da una muraglia ottocentesca.
Esternamente alla villa si rileva la chiesetta di San Leonardo costruzione settecentesca scandita in facciata da quattro lesene e timpano soprastante.

Lateralmente alla villa si trovano costruzioni rurali di alto valore ambientale, in parte restaurate, che venivano in passato utilizzate dai contadini e dagli artigiani alle dipendenze della famiglia nobiliare. A sud del borgo troviamo il casale Vallisella, con una imponente costruzione rurale.

#### Lumignacco
Più a Nord si trova Lumignacco (podere di Lumenio); prediale latino-celtico del nome maschile Lumenius, versione latina del nome personale preceltico Lumennu. La citazione più antica finora nota risale al 1293 (Lumignacho). Da segnalare Villa Della Torre-De Senibus-Bearzi, palazzo Calice e le caratteristiche arcate della seicentesca casa loggiato detta Vatican oltre che la chiesa dedicata a Sant'Andrea apostolo, con interessanti affreschi.

#### Moretto
Deriva dal cognome Moret/Moretto, diminutivo dell'aggettivo moro (di capelli/carnagione scuri/a). La citazione più antica finora nota risale al 1570 (Moreth).

### Località
- Muris (Mûris) Altitudine: 56 metri s.l.m. Popolazione: 10 abitanti
- Casali Valisella (Cjasai Valisèle) Altitudine: 59 metri s.l.m. Popolazione: 16 abitanti
- Casali Pighin (Cjasai Pighin) Altitudine: 59 metri s.l.m. Popolazione: 20 abitanti
- Casali Caiselli (Cjasai Caiselli) Altitudine: 72 metri s.l.m. Popolazione: 10 abitanti

#### Muris
Lasciando il paese in direzione sud si raggiunge la località di Muris, (resti di) mura: verosimilmente si tratta del plurale del sostantivo maschile friulano mûr, muro. 
La citazione più antica finora nota risale al 1353 (Muris).
Sede di un celebre Santuario dedicato alla Madonna, edificato sui resti di una villa rustica romana in prossimità di un guado sul Torrente Torre, ricco di interessanti ex voto.

### Zone industriali
- Zona industriale San Mauro (Pavia di Udine) Altitudine: 59 metri s.l.m. Popolazione: 10 abitanti
- Zona industriale Udinese (Lauzacco) Altitudine: 59 metri s.l.m. Popolazione: 17 abitanti

## Amministrazione

### Sindaci dal 1991
| Periodo | Periodo   | Primo cittadino   | Partito      | Carica  | Note |
| ------- | --------- | ----------------- | ------------ | ------- | ---- |
| 1991    | 1995      | Marino Ermacora   | Lista civica | Sindaco |      |
| 1995    | 1999      | Silvano Moschione | Lista civica | Sindaco |      |
| 1999    | 2004      | Silvano Moschione | Lista civica | Sindaco |      |
| 2004    | 2009      | Mauro Di Bert     | Lista civica | Sindaco |      |
| 2009    | 2014      | Mauro Di Bert     | Lista civica | Sindaco |      |
| 2014    | 2019      | Emanuela Nonino   | Lista civica | Sindaco |      |
| 2019    | 2023      | Beppino Govetto   | Lista civica | Sindaco |      |
| 2023    | in carica | Beppino Govetto   | Lista civica | Sindaco |      |

#### Gemellaggi
Dal 22 novembre 2008 il comune di Pavia di Udine è ufficialmente gemellato con il comune carinziano di Finkenstein am Faaker See (Villach).
La cerimonia ufficiale si è tenuta il 22 novembre 2008 alla presenza dei due primi cittadini, Mauro Di Bert sindaco del comune di Pavia di Udine e Walter Harnish sindaco del comune di Finkenstein am Faaker See, del senatore Flavio Pertoldi, del deputato Angelo Compagnon e del presidente della provincia di Udine Pietro Fontanini.
Questo importante comune, che si trova a circa una trentina di chilometri dal confine tra Italia e Austria, conta 8 197 abitanti su una superficie di 102,7 chilometri quadrati a circa 500 metri di altitudine sul livello del mare.